# Pont-Sainte-Marie
Pont-Sainte-Marie is een gemeente in het Franse departement Aube (regio Grand Est). De gemeente telde 5.202 inwoners op 1 januari 2022. De plaats maakt deel uit van het arrondissement Troyes.

## Geschiedenis
De plaats is genoemd naar een brug die al in de Gallo-Romeinse periode belangrijk was voor het verkeer naar het noorden vanuit Troyes (Augustobona Tricassium). In de middeleeuwen hing het dorp af van het kapittel van Saint-Étienne in Troyes. Het dorp lag in een moerassig gebied. Eind 14e eeuw werden de eerste dijken langs de Seine aangelegd. In 1758 werd een deel van het moeras drooggelegd.
In de 16e eeuw werd de kerk Notre-Dame-de-l'Assomption gebouwd. Deze kerk en haar 16e-eeuwse glasramen zijn een historisch monument.
In 1785 werd het dorp Pont-Hubert bij Pont-Sainte-Marie aangehecht. De plaats kende toen ongeveer 350 inwoners.
In de gemeente lag het militair kamp van Moulinet, waar na zijn sluiting een woonwijk is gebouwd in 2010.

## Geografie
De oppervlakte van Pont-Sainte-Marie bedroeg op 1 januari 2022 3,99 vierkante kilometer; de bevolkingsdichtheid was toen 1.303,8 inwoners per km². De gemeente ligt ten noorden van Troyes, op de rechteroever van de Seine, op minder dan 4 km van het stadscentrum. De Barse stroomt door de gemeente.
De onderstaande kaart toont de ligging van Pont-Sainte-Marie met de belangrijkste infrastructuur en aangrenzende gemeenten.

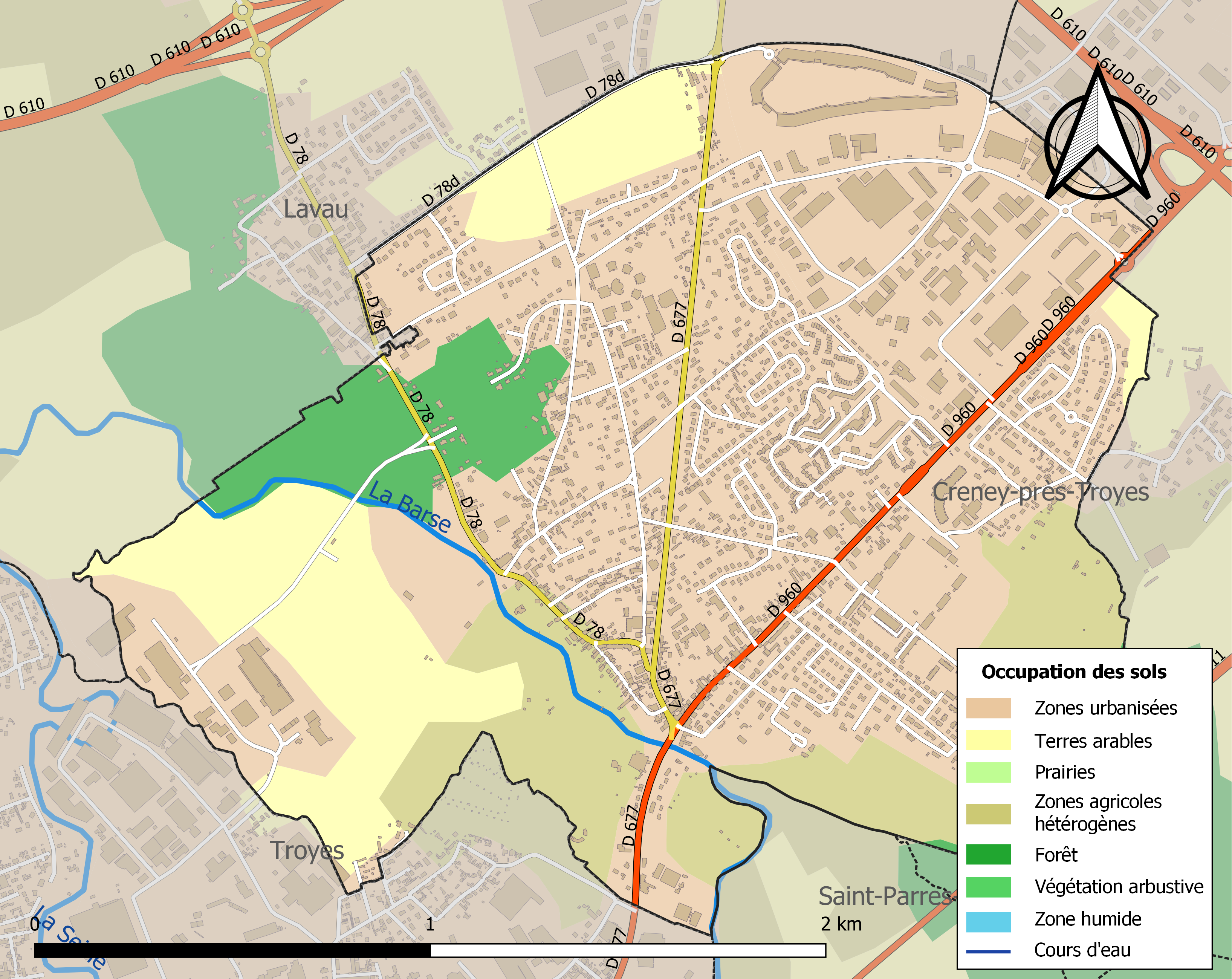

## Demografie
Onderstaande figuur toont het verloop van het inwonertal (bron: INSEE-tellingen).

Vanwege een beveiligingsprobleem met de MediaWiki Graph-software is het momenteel niet mogelijk deze grafiek weer te geven. Zodra de software is bijgewerkt zal de grafiek vanzelf weer zichtbaar worden.